# Доментциол (брат цара Фоке)
Доменциол или Домнитциол (Δομνιτζιολος) је био брат византијског цара Фоке (р. 602–610).
Фока и његова породица су вероватно били трако-римског порекла. Фокина и Доменциолова мајка се звала Доментција. Познат је трећи брат, по имену Коментиол.
Године 603., Фока је именовао Доментциола за свог магистер оффициорум, функцију коју је наставио да држи током Фокине владавине. Године 610, суочен са Ираклијевом побуном, Фока је послао Доментциола да заузме Анастасијев зид. Међутим, када је чуо да је Ираклијева флота стигла до Абидоса, побегао је у Цариград.
Након свргавања и погубљења цара Фоке, и он је погубљен по Ираклијевом наређењу, али је његов син, генерал и куропалат Доментциол, поштеђен на посредовање Теодора Сикеонског.